# Бадьїни
Ба́дьїни (рос. Бадьины) — присілок у складі Орловського району Кіровської області, Росія. Входить до складу Орловського сільського поселення.
Населення становить 1 особа (2010).